# Calinaga concolor
Calinaga concolor är en fjärilsart som beskrevs av Clayton Dissinger Mell 1952. Calinaga concolor ingår i släktet Calinaga och familjen praktfjärilar. Inga underarter finns listade i Catalogue of Life.